# Kreciki
Kreciki (Neurotrichini) – plemię ssaków z podrodziny kretów (Talpinae) w obrębie rodziny kretowatych (Talpidae). 

## Zasięg występowania
Do plemienia należy jeden żyjący współcześnie gatunek występujący w zachodniej Ameryce Północnej.

## Systematyka
Do plemienia należy jeden występujący współcześnie rodzaj:
- Neurotrichus Günther, 1880 – krecik – jedynym przedstawicielem jest Neurotrichus gibbsii (S.F. Baird, 1858) – krecik ryjówkowaty

Opisano również dwa rodzaje wymarłe:
- Quyania Storch & Qiu Zhuding, 1983[7]
- Rzebikia Sansalone, Kotsakis & Piras, 2016[8]